# Edelwo
Edelwo est une localité du Cameroun située dans l'arrondissement de Gazawa, le département du Diamaré et la région de l’Extrême-Nord. Elle fait partie du canton de Gazawa rural.

## Population
En 1975, la localité comptait 23 habitants, des Guiziga.
Lors du troisième recensement général de la population et de l’habitat du Cameroun en 2005, on y a dénombré 159 personnes dont 81 hommes et 78 femmes.